# Leandro González Pirez
Leandro Martín González Pirez (Buenos Aires, 26 febbraio 1992) è un calciatore argentino, difensore del River Plate.

## Caratteristiche tecniche
Ha iniziato la carriera come terzino sinistro, per poi diventare difensore centrale.

## Carriera

### Club
Ha esordito nel 2011 durante la partita disputatasi tra River Plate e Newell's Old Boys (finita 2-1 per il River).
Il 2 luglio 2020 firma con la nuova franchigia statunitense, l'Inter Miami.
Il 10 gennaio 2022 fa ritorno al River con la formula del prestito.

### Nazionale
Ha esordito nella Nazionale di calcio dell'Argentina Under-17 per partecipare all'edizione 2009 del Campionato mondiale di calcio Under-17, ed ha collezionato 3 presenze, mentre nel 2011 viene convocato nell'Under-20 per prendere parte al campionato mondiale di calcio Under-20.

## Statistiche

### Presenze e reti nei club
Statistiche aggiornate al 4 maggio 2025.
| Stagione              | Squadra               | Campionato            | Campionato | Campionato | Coppe nazionali | Coppe nazionali | Coppe nazionali | Coppe continentali | Coppe continentali | Coppe continentali | Altre coppe | Altre coppe | Altre coppe | Totale | Totale |
| Stagione              | Squadra               | Comp                  | Pres       | Reti       | Comp            | Pres            | Reti            | Comp               | Pres               | Reti               | Comp        | Pres        | Reti        | Pres   | Reti   |
| --------------------- | --------------------- | --------------------- | ---------- | ---------- | --------------- | --------------- | --------------- | ------------------ | ------------------ | ------------------ | ----------- | ----------- | ----------- | ------ | ------ |
| 2010-2011             | River Plate           | PD                    | 5          | 0          | -               | -               | -               | -                  | -                  | -                  | -           | -           | -           | 5      | 0      |
| 2011-2012             | River Plate           | PBN                   | 6          | 0          | -               | -               | -               | -                  | -                  | -                  | -           | -           | -           | 6      | 0      |
| 2012-2013             | River Plate           | PD                    | 24         | 1          | -               | -               | -               | -                  | -                  | -                  | -           | -           | -           | 24     | 1      |
| 2013-2014             | Genk                  | PL                    | 7          | 0          | CB              | 1               | 0               |                    | -                  | -                  |             | -           | -           | 8      | 0      |
| febb.-giu. 2014       | Arsenal Sarandí       | PD                    | 13         | 0          | -               | -               | -               | CL                 | 5                  | 0                  | -           | -           | -           | 18     | 0      |
| 2014-2015             | Tigre                 | PD                    | 30         | 2          | -               | -               | -               | CS                 | 2                  | 0                  | -           | -           | -           | 32     | 2      |
| 2015-2016             | Estudiantes (LP)      | PD                    | 10         | 0          | -               | -               | -               | CS                 | 0                  | 0                  | -           | -           | -           | 10     | 0      |
| 2016-2017             | Estudiantes (LP)      | PD                    | 4          | 0          | -               | -               | -               | CS                 | -                  | -                  | -           | -           | -           | 4      | 0      |
| Totale Estudiantes    | Totale Estudiantes    | Totale Estudiantes    | 14         | 0          |                 | -               | -               |                    | 0                  | 0                  |             | -           | -           | 115    | 4      |
| 2017                  | Atlanta United        | MLS                   | 32+1       | 1+0        | USOC            | 1               | 0               | -                  | -                  | -                  | -           | -           | -           | 34     | 1      |
| 2018                  | Atlanta United        | MLS                   | 32+5       | 1+0        | USOC            | 2               | 0               | -                  | -                  | -                  | -           | -           | -           | 39     | 1      |
| 2019                  | Atlanta United        | MLS                   | 31+3       | 1+0        | USOC            | 4               | 0               | CCL                | 3                  | 1                  | CC          | 1           | 0           | 42     | 2      |
| Totale Atlanta United | Totale Atlanta United | Totale Atlanta United | 95+9       | 3          |                 | 7               | 0               |                    | 3                  | 1                  |             | 1           | 0           | 115    | 4      |
| gen.-lug. 2020        | Club Tijuana          | MX                    | 10         | 1          | CM              | 4               | 2               | -                  | -                  | -                  | -           | -           | -           | 14     | 3      |
| lug.-dic. 2020        | Inter Miami           | MLS                   | 16         | 2          |                 | -               | -               | CCL                | -                  | -                  | -           | -           | -           | 16     | 2      |
| 2021                  | Inter Miami           | MLS                   | 30         | 0          |                 | -               | -               | -                  | -                  | -                  | -           | -           | -           | 30     | 0      |
| Totale Inter Miami    | Totale Inter Miami    | Totale Inter Miami    | 46         | 2          |                 | -               | -               |                    | -                  | -                  |             | -           | -           | 46     | 2      |
| 2022                  | River Plate           | PD                    | 11         | 1          | CA+CdL          | 1+9             | 0               | CL                 | 0                  | 0                  | -           | -           | -           | 21     | 1      |
| 2023                  | River Plate           | PD                    | 20         | 1          | CA+CdL          | 1+9             | 1+0             | CL                 | 5                  | 0                  | TdC         | 1           | 0           | 36     | 2      |
| 2024                  | River Plate           | PD                    | 17         | 1          | CA+CdL          | 1+13            | 0+1             | CL                 | 8                  | 0                  | SA          | 1           | 0           | 40     | 2      |
| 2025                  | River Plate           | PD                    | 2          | 0          | CA              | 1               | 1               | CL                 | 1                  | 0                  | SI+CmC      | 0           | 0           | 4      | 1      |
| Totale River Plate    | Totale River Plate    | Totale River Plate    | 85         | 4          |                 | 35              | 3               |                    | 14                 | 0                  |             | 2           | 0           | 136    | 7      |
| Totale carriera       | Totale carriera       | Totale carriera       | 309        | 12         |                 | 47              | 5               |                    | 25                 | 1                  |             | 3           | 0           | 384    | 18     |

## Palmarès

### Competizioni nazionali
- Primera B Nacional: 1

River Plate: 2011-2012
- Campionato MLS: 1

Atlanta United: 2018
- Lamar Hunt U.S. Open Cup: 1

Atlanta United: 2019
- Trofeo de Campeones de la Liga Profesional: 1

River Plate: 2023

#### Competizioni internazionali
- Campeones Cup: 1

Atlanta United: 2019